# Tournoi de Wimbledon 1905
 (décembre 2023).
Si vous disposez d'ouvrages ou d'articles de référence ou si vous connaissez des sites web de qualité traitant du thème abordé ici, merci de compléter l'article en donnant les références utiles à sa vérifiabilité et en les liant à la section « Notes et références ».

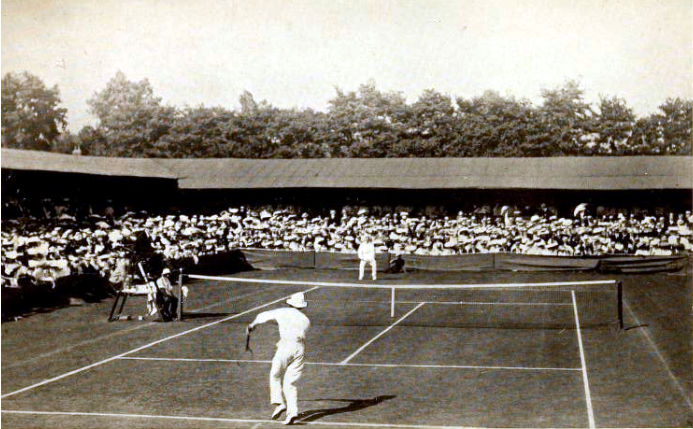
Finale en simple messieurs opposant Doherty à Brooks

Résultats du Tournoi de Wimbledon 1905.

## Simple messieurs
Finale : Hugh Lawrence Doherty  Royaume-Uni bat Norman Brookes  Australie 8-6, 6-2, 6-4

## Simple dames
Finale : May Sutton  États-Unis bat Dorothea Douglass  Royaume-Uni 6-3, 6-4